# Pre-Modernist Wireless
Pre-Modernist Wireless - Boz Burrell C Radio Sessions  is het negentiende album van de Brits / Franse spacerockband Gong.
Het is een album dat de opnames uit de zeventiger jaran, gemaakt voor de radio in de BBC Studios in Londen. De opnames dateren van 9 november 1971 (1-3), 29 mei 1973 (4-7) en 15 januari 1974 (8-9)

## Nummers
1. "Magick Brother"
2. "Clarence in Wonderland"
3. "Tropical Fish, Selene"
4. "You Can't Kill Me"
5. "Radio Gnome Direct Broadcast"
6. "Crystal Machine"
7. "Zero the Hero and the Orgasm Witch"
8. "Captain Capricorn's Dream Saloon, Radio Gnome Invisible"
9. "Oily Way"

## Bezetting
Daevid Allen zang, gitaar
- Gilli Smyth zang, space whisper
- Kevin Ayers zang, gitaar
- Didier Malherbe saxofoon, dwarsfluit
- Steve Hillage gitaar
- Tim Blake synthesizer, zang

Met medewerking van:
- Christian Tritsch basgitaar
- Mike Howlett basgitaar
- Pip Pyle slagwerk
- Pierre Moerlen slagwerk
- Rob Tait slagwerk
- Diane Stewart-Bond percussie, zang